# NBN Co 1A
NBN Co 1A (Sky Muster) ist ein kommerzieller Kommunikationssatellit des staatlichen australischen Breitbandanbieters nbn.
Er wurde am 30. September 2015 um 20:30 UTC mit einer Ariane 5 ECA
Trägerrakete vom Raketenstartplatz Centre Spatial Guyanais (zusammen mit ARSAT-2) in eine geostationäre Umlaufbahn
gebracht.
Der dreiachsenstabilisierte Satellit ist mit 202 Ka-Band-Transpondern ausgerüstet und soll von einer Position zwischen 135° und 150° Ost aus mit 101 Spot-Beams abgelegene Gebiete und die Küsteninseln vor Australien und Gebiete bis zur Antarktis mit Breitband-Internet versorgen. Er wurde auf Basis des Satellitenbus LS-1300 der Space Systems/Loral gebaut und besitzt eine geplante Lebensdauer von 15 Jahren.
Zusammen mit dem NBN Co 1B stellt der NBN Co 1a die Breitband-Telekommunikation in den entlegenen Gebieten Australiens wie dem [Outback] und den Inseln Norfolk, Christmas Island und Macquarie Island sicher, das System sollte ursprünglich eine Datenrate von 12 MBits/s erbringen und löste den Interim Satellite Service von NBN ab der bis her nur eine Download-Datenrate von maximal 6 MBit/s erbringen konnte. Die Kosten für das Sky Muster-Programm liegen bei 2 Mrd. AUD. Nbn fungiert dabei nur als eine Art Großhändler den Anschluss zu den Endkunden bleibt Retail Service Providern überlassen.
Inzwischen bietet nbn den Retail Service Providern eine Datenrate mit 24 Mbits und eine Datenrate mit 12 Mbit/s an. Durch eine Fair Usage Policy wird sichergestellt, dass allen Endkunden die gleiche Bandbreite zur Verfügung steht.